# Merve Tanıl
Merve Tanıl est une joueuse de volley-ball turque née le 22 février 1990 à Ankara. Elle mesure 1,82 m et joue au poste de passeuse. 

## Clubs
| Club                  | De        | À         |
| --------------------- | --------- | --------- |
| Ankara Vakıfbank      |           | 2004-2005 |
| Fenerbahçe İstanbul   | 2005-2006 | 2009-2010 |
| Beylikdüzü Belediyesi | 2010-2011 | 2010-2011 |
| Ereğli Belediye       | 2011-2012 | 2011-2012 |
| TED Ankara Kolejliler | 2012-2013 | 2012-2013 |
| Yeşilyurt İstanbul    | 2013-2014 | 2013-2014 |
| Çanakkale Belediye    | 2014-2015 | 2014-2015 |
| İlbank Ankara         | 2015-2016 | 2015-2016 |
| Bursa BBSK            | 2016-2017 | 2016-2017 |
| Nilüfer Belediye      | 2017-2018 | 2017-2018 |
| Beşiktaş İstanbul     | 2018-2019 | 2018-2019 |
| İlbank Ankara         | 2019-2020 | 2019-2020 |
| Nilüfer Belediye      | 2020-2021 | …         |

## Palmarès
- Challenge Cup
  - Vainqueur : 2017.